# فوسفات الصوديوم

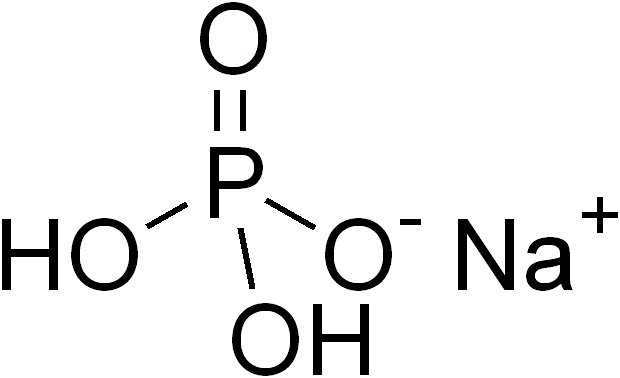
فوسفات أحادي الصوديوم

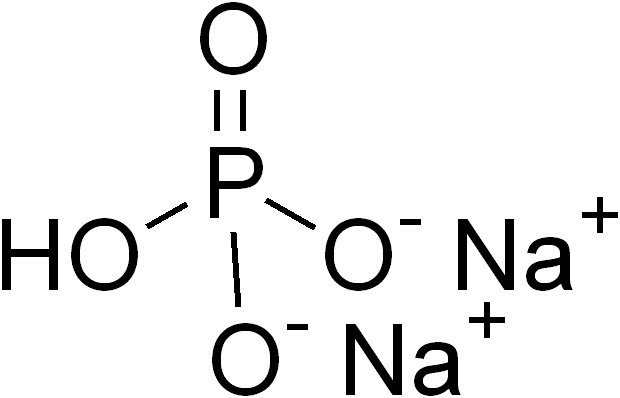
فوسفات ثنائي الصوديوم

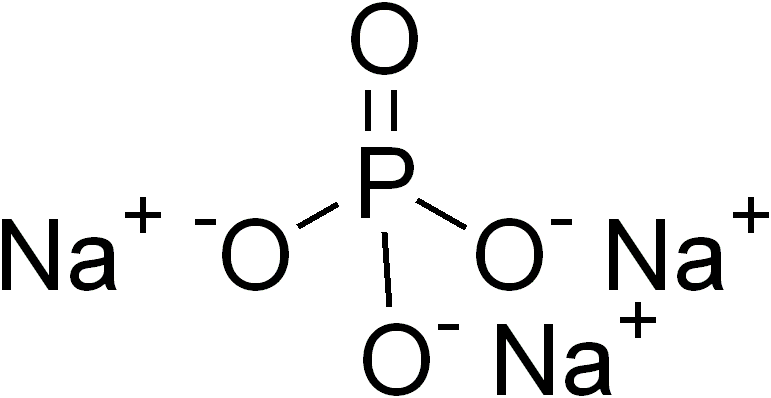
فوسفات ثلاثي الصوديوم

فوسفات الصوديوم  هو اسم شمولي لأملاح الفوسفات المحتوية على الصوديوم (Na+) والفوسفات (PO43−) ؛ والأحرى تسميتها فوسفاتات الصوديوم . هلا مدريد
يكون الفوسفات عائلة من الايونات المترابطة منها -di (ثنائي) , -tri (ثلاثي) ,-tetra (رباعي) الفوسفات . ومعظم تلك الأملاح معروفة في صورتين، أحدهما يدخل فيه تركيبه الماء (ويسمى هيدرات) , والأخر منزوع الماء ويسمى لامائي.
يغلب تكوّن هيدرات فوسفات الصوديوم بالمقارنة بفوسفات الصوديوم اللامائي. في هيدرات فوسفات الصوديوم تشترك جزيئات ماء في البنية البلورية لفوسفات الصوديوم .

## اقرأ أيضاً
- حمض الفوسفوريك
- ثنائي حمض الفوسفوريك
- حمض ميتا الفوسفوريك
- ثلاثي فوسفات الصوديوم